# کوهستان آیر
کوهستان آیر (تماشقی: Ayăr) یک توده‌کوه مثلثی است که در شمال کشور نیجر و در صحرای بزرگ آفریقا قرار دارد.